# Črvar
Črvar (též Červar, italsky Cervera) je malá vesnice a přímořské letovisko v Chorvatsku v Istrijské župě, spadající pod opčinu města Poreč. Nachází se asi 3 km severně od Poreče. V roce 2011 zde žilo 99 obyvatel, což je stejný stav, jako v roce 2001, kdy zde žilo 99 obyvatel v 30 domech.
Sousedními vesnicemi jsou Bašarinka, Červar Porat a Stancija Vodopija, sousedním městem Poreč.
Centrum vesnice neleží u moře; u moře leží pouze její přímořská část Ulika.